# 9. ústřední výbor Komunistické strany Číny
9. ústřední výbor Komunistické strany Číny (čínsky pchin-jinem Zhōngguó Gòngchǎndǎng dìjiǔjiè Zhōngyāng Wěiyuánhuì, znaky zjednodušené 中国共产党第九届中央委员会) byl nejvyšší orgán Komunistické strany Číny v letech 1969–1973, mezi IX. a X. sjezdem. Na IX. sjezdu pořádaném v dubnu 1969 jeho delegáti zvolili ústřední výbor o 170 členech a 109 kandidátech. Během svého funkčního období se výbor sešel dvakrát, poprvé v závěru sjezdu, kdy zvolil užší vedení strany – 9. politbyro a jeho stálý výbor včetně předsedy a místopředsedy ÚV. Na druhém zasedání v srpnu/září 1970 se probíraly aktuální politické a ekonomické otázky.

## Jednání
1. zasedání 28. dubna 1969 v Pekingu
Zvoleno užší vedení strany: 9. politbyro sestavené z jednadvaceti členů a čtyř kandidátů. K běžnému řízení strany vybral ze členů politbyra pětičlenný stálý výbor, který se skládal z předsedy ÚV Mao Ce-tunga, jediným místopředsedou ÚV byl zvolen Lin Piao, zbylými třemi členy stálého výboru se stali Čou En-laj, Čchen Po-ta a Kchang Šeng; řadovými členy politbyra pak Jie Čchün, Jie Ťien-jing, Liou Po-čcheng, Ťiang Čching, Ču Te, Sü Š’-jou, Čchen Si-lien, Li Sien-nien, Li Cuo-pcheng, Wu Fa-sien, Čang Čchun-čchiao, Čchiou Chuej-cuo, Jao Wen-jüan, Chuang Jung-šeng, Tung Pi-wu a Sie Fu-č’; kandidáty Ťi Teng-kchuej, Li Süe-feng, Li Te-šeng a Wang Tung-sing.
2. 23. srpna až 6. září 1970 v Lu-šanu
Účastníci diskutovali o nutnosti obnovení stranických výborů rozehnaných v počátcích kulturní revoluce. Rozhodli o volbách do Všečínského shromáždění lidových zástupců ve „vhodné době“. Schválili zprávu vlády o ekonomickém plánu na rok 1970 a zprávu ústřední vojenské komise. Lin Piao navrhl (a jeho spojenci i Čchen Po-ta podpořili návrh) zvolení Mao Ce-tunga předsedou ČLR (funkce nebyla obsazena od odvolání Liou Šao-čchiho), Mao již předtím tyto návrhy odmítal a na zasedání se mu, prostřednictvím Čang Čchun-čchiaoa, podařilo diskuzi o obsazení úřadu předsedy ČLR převést na diskuzi o tom, zda Mao je vynikající vůdce kvůli svému géniu (což prohlásili Lin a Čchen, nebo kvůli své činnosti v revoluci (což byl argument, kterým Čang napadl Lina a Čchena) a tím dostal Lina a Čchena do nevýhodné pozice.